# 최후의 5분
〈최후의 5분〉은 박종식이 작사하고 최창권이 작곡해 1986년 발표된 대한민국 국군의 군가이다.